# فهد أكتاو
فهد أكتاو  (بالهولندية: Fahd Aktaou)‏ (18 يناير 1993 أمستردام هولندا) هو لاعب كرة قدم مغربي هولندي يلعب كمدافع.

## روابط خارجية
- فهد أكتاو على موقع قاعدة بيانات كرة القدم.إي يو (الإنجليزية)
- فهد أكتاو على موقع Soccerway.com (الإنجليزية)